# Средние Татмыши
Сре́дние Та́тмыши (чув. Вӑтакас Татмӑш) — деревня в Канашском районе Чувашской Республики. Входит в состав Янгличского сельского поселения.

## География
Находится в центральной части Чувашии, на расстоянии приблизительно 16 км по прямой на запад-юго-запад от районного центра города Канаш.

## История
Известна с 1858 года как околоток Средний деревни Вторая Татмышева (ныне не существует). В 1897 году было учтено 399 человек, в 1926—107 дворов, 554 жителя, в 1939—596 жителей, в 1979—468. В 2002 году было129 дворов, в 2010 — 97 домохозяйств. В 1931 году был образован колхоз «Хунав», в 2010 году действовал ООО «Исток».

## Население
Постоянное население составляло 297 человек (чуваши 99 %) в 2002 году, 277 в 2010.